# Kathedrale von Corrientes

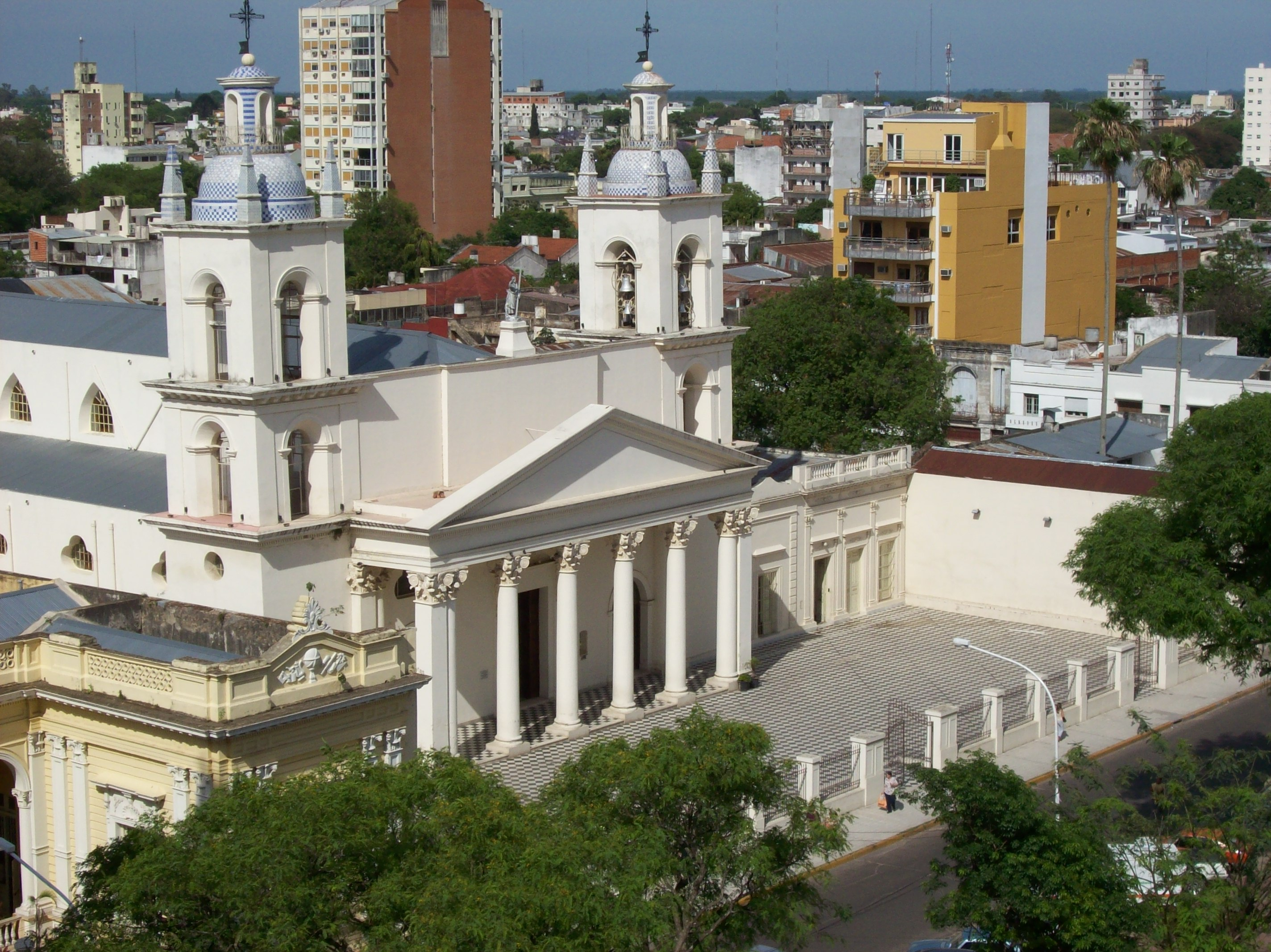
Kathedrale von Corrientes

Die Kathedrale von Corrientes (spanisch Catedral de Nuestra Señora del Rosario) ist der Bischofssitz des römisch-katholischen Erzbistums Corrientes in der nordostargentinischen Stadt Corrientes.

## Lage
Die ungefähr 450.000 Einwohner zählende und ca. 60 m hoch gelegene Stadt Corrientes liegt am Río Paraná knapp 920 km (Fahrtstrecke) nördlich von Buenos Aires in der Provinz Corrientes. Die Kathedrale befindet sich im Stadtzentrum gegenüber der Plaza Sargento Cabral.

## Geschichte
Die ehemalige Pfarrkirche wurde in den Jahren 1854 bis 1861 erbaut, aber erst 1871 eingeweiht. Im Jahr 1910 gründete Papst Pius X. das Bistum Corrientes, woraufhin die ehemalige Pfarrkirche zur Kathedrale erhoben wurde. Im Jahr 1961 entstand das Erzbistum Corrientes.

## Architektur
Die von einem zentralen Portikus beherrschte Fassade ist durch zwei 34 m hohe seitliche Glockentürme (campanarios) mit kleinen Kuppeln und Laternenaufsätzen erhöht. Das maximal 58 m lange Langhaus der Kirche ist dreischiffig und wird von mächtigen Pfeilern mit Pilastervorlagen gestützt, die ein Tonnengewölbe mit Stichkappen tragen; über der Vierung erhebt sich ein durchfensterter Tambour mit abschließender Kuppel. Die Seitenschiffe haben auf Schwibbögen ruhende Flachdecken.

## Ausstattung
Wichtigstes Ausstattungsstück ist das aus dem Jahr 1963 stammende Panteón de los Próceres Correntinos, das an fünf Gouverneure der Stadt erinnert. In den Seitenschiffwänden befinden sich überdies die Grabstätten mehrerer Bischöfe.